# Grand Funk (альбом)
| Оценки критиков   | Оценки критиков |
| Источник          | Оценка          |
| ----------------- | --------------- |
| AllMusic          | [ 1 ]           |
| The Village Voice | C               |

Grand Funk (также известный как The Red Album) — второй студийный альбом американской рок-группы Grand Funk Railroad, выпущенный в декабре 1969 года на Capitol Records спустя четыре месяца после дебютного On Time. Продюсером выступил Терри Найт, а звукорежиссёром — Кен Хаманн. Он стал первым альбомом группы, которому RIAA присвоила статус золотого. В него вошёл кавер на песню The Animals «Inside Looking Out», который исполняется на концертах группы и по сей день.
Grand Funk был первоначально выпущен Capitol Records в форматах LP, кассетном и на 8-трековой ленте в конфигурации с катушками. Оригинальная версия с катушки на катушку (изготовлена для Capitol / EMI компанией Ampex) содержит отредактированные версии «Got This Thing on the Move», «Please Don’t Worry», «Mr. Limousine Driver» и «Inside Looking Out». Изменения в этих песнях сокращают общее время звучания альбома примерно на пять минут.
В 2002 году альбом был ремастирован на CD с бонус-треками, а также выпущен в ограниченном издании «Trunk of Funk», которое содержало первые четыре альбома группы. В «сундуке» есть слоты для двенадцати компакт-дисков для размещения будущего релиза оставшихся восьми альбомов, выпущенных Capitol Records. Также в комплекте имеются: пара 3D-очков с пластинки Shinin' On, гитарный плектор и наклейка, воспроизводящая билет на концерт.

## Список композиций
Все песни написаны и сочинены Марком Фарнером, кроме отмеченных.
| №  | Название                     | Автор(ы)          | Длительность |
| -- | ---------------------------- | ----------------- | ------------ |
| 1. | «Got This Thing on the Move» |                   | 4:38         |
| 2. | «Please Don't Worry»         | Дон Брюер, Фарнер | 4:19         |
| 3. | «High Falootin' Woman»       |                   | 3:00         |
| 4. | «Mr. Limousine Driver»       |                   | 4:26         |
| 5. | «In Need»                    |                   | 7:52         |

| №  | Название             | Автор(ы)                                                    | Длительность |
| -- | -------------------- | ----------------------------------------------------------- | ------------ |
| 6. | «Winter and My Soul» |                                                             | 6:38         |
| 7. | «Paranoid»           |                                                             | 7:50         |
| 8. | «Inside Looking Out» | Джон Ломакс, Алан Ломакс, Эрик Бёрдон, Брайан «Чес» Чендлер | 9:31         |

| №   | Название                       | Длительность |
| --- | ------------------------------ | ------------ |
| 9.  | «Nothing is the Same (Demo)»   | 5:39         |
| 10. | «Mr. Limousine Driver (Remix)» | 5:28         |

## Участники записи
- Марк Фарнер — гитары, клавишные, гармоника, ведущий вокал
- Мел Шахер — бас-гитара
- Дон Брюер — ударные, ведущий вокал

## Чарты
Альбом
| Год  | Чарт          | Высшая позиция |
| ---- | ------------- | -------------- |
| 1970 | Billboard 200 | 11             |
| 1970 | Australia     | 13             |
| 1970 | Canada        | 9              |

Синглы
| Год  | Сингл                  | Чарт              | Позиция |
| ---- | ---------------------- | ----------------- | ------- |
| 1969 | «Mr. Limousine Driver» | Billboard Hot 100 | 97      |
| 1969 | «Mr. Limousine Driver» | Canada            | 92      |